# Ormyrus nitens
Ormyrus nitens (лат.) — вид мелких паразитических хальцидоидных наездников рода Ormyrus из семейства Ormyridae. Израиль (Mizpe Har’el, 31°49′N, 34°57′E, seed).
Длина самок - 3,8 мм (самцы — 2,8 мм). Тело темно-зелёное с золотистым блеском. Голова крупная, достигает вершины тазиков передних ног.
Усики у самцов и самок одинаковые, состоят из 8-членикового жгутика, 3-члениковой булавы, педицеля и скапуса. Передний край клипеуса прямой. Жвалы двузубчатые. Грудь выпуклая (горбатая). Брюшко удлинённое с зубчатой скульптурой. Вид был впервые описан в 2015 году. Близок к виду O. discolor. Обнаружен на васильках видов Centaurea hyalolepis и Centaurea procurrens (Сложноцветные). Предположительно паразиты мух-пестрокрылок (Tephritidae).